# Marc Robbins
Pour les articles homonymes, voir Robbins.
Marc Robbins (de son vrai nom Marcus B. Robbins) est un acteur et scénariste américain né le 3 janvier 1868 et mort le 5 avril 1931 à Los Angeles (Californie), à l'âge de 63 ans.

## Biographie
Il débute au cinéma en 1912.

## Filmographie

### Comme acteur
- 1915 : Pawns of Fate de Frank Lloyd : Marc Bailey
- 1915 : The Temptation of Edwin Swayne de Frank Lloyd
- 1915 : His Last Serenade de Frank Lloyd : le père
- 1915 : Martin Lowe, Financier de Frank Lloyd : Abner Stebbins
- 1915 : Wolves of Society de Frank Lloyd : Henry Mayhew
- 1915 : An Arrangement with Fate de Frank Lloyd : le chef des gitans
- 1915 : To Redeem an Oath de Frank Lloyd
- 1915 : The Bay of Seven Isles de Frank Lloyd
- 1915 : Life's Furrow de Frank Lloyd : Robbins
- 1915 : His Captive de Frank Lloyd : Charles Landers
- 1915 : When the Spider Tore Loose de Frank Lloyd : Thomas Arnold
- 1915 : The Prophet of the Hills de Frank Lloyd : le prophète des collines
- 1915 : The Little Girl of the Attic de Frank Lloyd : Caesar
- 1915 : The Toll of Youth de Frank Lloyd : Roderick Long
- 1915 : Their Golden Wedding de Frank Lloyd : l'acteur
- 1915 : Fate's Alibi de Frank Lloyd
- 1915 : Trickery de Frank Lloyd : le père d'Edward
- 1915 : From the Shadows de Frank Lloyd : Ferris Sims
- 1915 : Little Mr. Fixer de Frank Lloyd
- 1915 : Billie's Baby de Frank Lloyd
- 1915 : For His Superior's Honor de Frank Lloyd : Colonel Grandon
- 1915 : Martin Lowe, Fixer de Frank Lloyd : Abner Stebbins
- 1915 : According to Value de Frank Lloyd : Edmund Stewart
- 1915 : Eleven to One de Frank Lloyd : Thomas Haig
- 1915 : Paternal Love de Frank Lloyd
- 1915 : In the Grasp of the Law de Frank Lloyd : Henry Andrews
- 1915 : Dr. Mason's Temptation de Frank Lloyd : Abner Stebbins
- 1916 : An International Marriage de Frank Lloyd : Bennington Brent
- 1917 : La Femme fardée (When a Man Sees Red) de Frank Lloyd : Logan
- 1917 : The Heart of a Lion de Frank Lloyd : Hiram Danforth M.D.
- 1918 : Riders of the Purple Sage de Frank Lloyd : le juge Dyer
- 1918 : The Blindness of Divorce de Frank Lloyd : Edward Hopkins
- 1918 : True Blue de Frank Lloyd : Henry Cottenham
- 1918 : For Freedom de Frank Lloyd : David Sterling
- 1919 : Après le typhon (The Man Hunter) de Frank Lloyd : Joseph Carlin
- 1920 : Jusqu'à la mort (Li Ting Lang) de Charles Swickard : Prince Nu Chang
- 1922 : The Girl Who Ran Wild

### comme scénariste
- 1917 : Les Misérables
- 1920 : Body and Soul